# Sugár Miklós
Sugár Miklós (Budapest, 1952. július 2. –) Erkel Ferenc-díjas magyar zeneszerző, karmester. Sugár Rezső fia.

## Családja
Édesapja Sugár Rezső Kossuth-díjas zeneszerző, tanár. Felesége Mindszenty Zsuzsánna, a Musica Nostra Énekegyüttes művészeti vezetője, 1985 óta ELTE Tanárképző Főiskolai Kar (ELTE-TFK) zenei tanszékének docense, az ELTE Női Kar karnagya. Gyermekei Réka, Ildikó és Kinga.

## Életpályája
1971-ben felvették a budapesti Liszt Ferenc Zeneakadémiára. 1974-78 között karmesteri, 1975-80 között zeneszerzői tanulmányokat folytatott Kórodi Andrásnál és Petrovics Emilnél. 1978-84-ig a Honvéd Művészegyüttes Szimfonikus Zenekarának karmestere volt. 1978-91-ig a Színház- és Filmművészeti Főiskolán tanított. 1979-87 között a Magyar Zeneszerzők Egyesülete Fiatal Zeneszerzők Csoportjának tagja, 1983-87-ig annak titkára volt.
1984-88 között a Békéscsabai Szimfonikus Zenekar karmestereként működött.
1988-90-ig a Magyar Rádió zenei osztályának szerkesztője.
1991-ben a Nemzeti Filharmónia menedzsere. Ugyanebben az évben az EAR együttes alapítója: céljuk kortárszenei, elektro-akusztikus törekvések megvalósítása. 
1991-99 között az Alba Regia Szimfonikus Zenekar karmestere.
1981-ben elnyerte a Szirmai Albert Alapítvány ösztöndíját.
1984-ben és 85-ben Kodály-ösztöndíjas.
1985-ben a budapesti Tavaszi Fesztivál keretében megrendezett Nemzetközi Zeneszerzőverseny 3. helyezettje.
1989-ben az arezzói Kórusmű-szerzői Verseny különdíjasa.
1991-ben a Magyar Rádió által szervezett versenyen a KÓTA díját nyerte Gloria című művéért.
1991-ben és 92-ben Soros-ösztöndíjas.
1991-ben a Neumann János Társaság Elektroakusztikus Zeneszerzői Versenyén 3 díjat kap.
1992-ben Erkel Ferenc-díjat kap.
1993-ban a Lánczos-Szekfü Alapítvány díjazottja.
1989-ben, 1990-ben és 1994-ben Párizsban kap ösztöndíjat (Les atelier UPIC).
1999-ben a berlini Akademie der Künste ösztöndíjasa.
2002-ben Lyonba kap ösztöndíjat (GRAME).
1992 óta egyénileg, és az EAR együttessel 14-szer elnyeri az ARTISJUS-díjat.
2001: Vox electronica-díjjal jutalmazzák az EAR együttes tagjaként.
2010-ben Bartók-Pásztory dijat kapott.
Külföldi vendégszereplések alkalmával karmesterként és zeneszerzőként a következő országokban lépett fel: Ausztria, Belgium, Bulgária, Csehország, Egyesült Államok, Fehéroroszország, Finnország, Franciaország, Horvátország, Írország, Izrael, Japán, Kanada, Lengyelország, Lettország, Libanon, Mexikó, Nagy-Britannia, Németország, Olaszország, Oroszország, Örményország, Portugália, Románia, Spanyolország, Svájc, Szlovákia, Szlovénia, Törökország

## Díjak, elismerések
- A budapesti Tavaszi Fesztivál keretében megrendezett Nemzetközi Zeneszerzőverseny 3. helyezett (1985)
- Arezzói Kórusmű-szerzői Verseny, különdíj (1989)
- A Magyar Rádió által szervezett versenyen KÓTA díj a Gloria című művéért (1991)
- A Neumann János Társaság Elektroakusztikus Zeneszerzői Versenyén 3. díj (1991)
- Erkel Ferenc-díj (1992)
- Lánczos–Szekfü Alapítvány díjazottja (1993)
- Egyénileg, és az EAR együttessel 14-szer elnyerte az ARTISJUS-díjat (1992 óta)
- Vox electronica-díj az EAR együttes tagjaként (2001)
- Bartók Béla–Pásztory Ditta-díj (2010)

## Diszkográfia
| Dátum | Album | Kiadó                  | Kód        | Megjegyzés |
| ----- | --- | ---------------------- | ---------- | ---------- |
| 1988  | Sugár Miklós: Ballada; Musica agile; Chorea; Áttűnések; Találkozások; Mozaik                                  | Hungaroton             | SLPX 12970 | Saját LP   |
| 1993  | Szakály Ágnes: Cimbalom                                                                                       | Preludio               | PRECD 9304 |            |
| 1994  | 300 év cimbalomzenéje                                                                                         | Hungaroton             | HCD 31571  |            |
| 1995  | Aritmia | Hungaroton             | HCD 31624  |            |
| 1997  | ISMEAM – selected passages                                                                                    | HEAR Studio-Hung. Rad. | HEAR 103   |            |
| 1997  | Kortárs magyar zene trombitára és hárfára                                                                     | Hungaroton             | HCD 31734  |            |
| 1997  | Magyar hangtájak I.                                                                                           | HEAR Studio-Hung. Rad. | HEAR 101   |            |
| 1999  | Musica Nostra – Kórusművek                                                                                    | Hungaroton             | HCD 31840  |            |
| 1999  | Sugár Miklós: Ear movements; Rövid történet; Fluctus; Modellek; Percupicsy; Írisz                             | Hungaroton             | HCD 31788  | Saját      |
| 2000  | Élő elektronikus kompozíciók                                                                                  | Hungaroton             | HCD 31868  |            |
| 2001  | Párhuzamos monológok – kortárs magyar zene cimbalomra                                                         | Hungaroton             | HCD 31997  |            |
| 2003  | Sugár M.: Vihar után; Dalok; Luxatio; Három dal...; NO.2; Francia dalok; Miniatűrök                           | Hungaroton             | HCD 32180  | Saját      |
| 2004  | Kortárs magyar trombitaversenyek                                                                              | Hungaroton             | HCD 32251  |            |
| 2005  | Faragó, Olsvay, Madarász, Sugár M., Decsényi, Szigeti és Csemiczky művei                                      | Hungaroton             | HCD 32347  |            |
| 2005  | Sugár Miklós: Mozaik; Musica agile; Áttűnések; Felh?-variációk; Reminiscences; Chorea; Találkozások; Ballada; | Hungaroton             | HCD 32326  | Saját      |
| 2006  | Magyar elektroakusztikus zene                                                                                 | Hungaroton             | HCD 32449  |            |
| 2009  | Harpchipelago – Kortárs magyar kompozíciók hárfára                                                            | Hungaroton             | HCD 32630  |            |
| 2009  | Lebegés – Elektroakusztikus Zene                                                                              | Hungaroton             | HCD 32637  |            |
| 2009  | Repliche – Kortárs magyar zeneművek kürtre és cimbalomra                                                      | Hungaroton             | HCD 32601  |            |

## Műjegyzék
| Cím                                   | Dátum | Típus                                  |
| ------------------------------------- | ----- | -------------------------------------- |
| 3 nőikar Weöres Sándor verseire       | 1991  | Nőikarra                               |
| A kráter madarai                      | 2004  | Elektroakusztikus zene                 |
| Adoramus te                           | 2001  | Kórusmű a cappella                     |
| Alakzatok – élő elektronikus változat | 1986  | Élő elektronikus zene                  |
| Alakzatok – instrumentális változat   | 1986  | Szólóhangszerre                        |
| Art Duo                               | 2000  | Kamarazene                             |
| Art Duo, No. 2                        | 2002  | Élő zene és zene magnószalagra         |
| Ave Maria                             | 1990  | Nőikarra                               |
| Ave maris stella                      | 2004  | Nőikarra                               |
| Ave Verum                             | 1990  | Nőikarra                               |
| Az első hét nap                       | 2000  | Szólóhang(ok)ra és szólóhangszer(ek)re |
| Álmok                                 | 1998  | Élő elektronikus zene                  |
| Április                               | 1984  | Férfikarra                             |
| Áttűnések                             | 1985  | Kamarazene                             |
| Ballada                               | 1981  | Kamarazene                             |
| Cantate Domino                        | 1990  | Nőikarra                               |
| Chaconne – Hommage a Bartók           | 1986  | Szólóhangszerre                        |
| Chorea                                | 1984  | Kamarazene                             |
| Cimbalomszvit                         | 2004  | Szólóhangszerre                        |
| Cimbalomverseny                       | 1993  | Concerto                               |
| Cimcor                                | 2005  | Kamarazene                             |
| Concede                               | 2005  | Nőikarra                               |
| Correlations                          | 1987  | Kamarazene                             |
| Csend és hang                         | 1986  | Vegyeskarra                            |
| Dalok Kondor Béla verssoraira         | 2000  | Elektroakusztikus zene                 |
| Darabok körtemuzsikára                | 2007  | Szólóhangszerre                        |
| Dextera Domini                        | 2005  | Nőikarra                               |
| Disclaryon                            | 2003  | Élő elektronikus zene                  |
| Double No. 1                          | 1992  | Kamarazene                             |
| E-GAL                                 | 2009  | Élő elektronikus zene                  |
| EAR Movements                         | 1992  | Ensemble                               |
| Egy búcsú pillanata                   | 2008  | Élő elektronikus zene                  |
| Éj                                    | 1979  | Vegyeskarra                            |
| Electrocarina                         | 2009  | Élő elektronikus zene                  |
| Elmélkedve                            | 1977  | Vegyeskarra                            |
| Exultate Deo                          | 2001  | Kórusmű a cappella                     |
| Fanfár                                | 1994  | Élő elektronikus zene                  |
| Felhő-variációk                       | 1985  | Szólóhangszerre                        |
| Flautocento                           | 1996  | Egyéb                                  |
| Fluctus                               | 1993  | Élő elektronikus zene                  |
| Francia dalok                         | 1996  | Szólóhang(ok)ra és kamaraegyüttesre    |
| Francia dalok No. 2                   | 2001  | Szólóhang(ok)ra és szólóhangszer(ek)re |
| Fuvoladuók                            | 2007  | Kamarazene                             |
| Gloria                                | 1988  | Vegyeskarra                            |
| Hajnal                                | 2007  | Elektroakusztikus zene                 |
| Három dal Morgenstern verseire        | 1990  | Szólóhang(ok)ra és kamarazenekarra     |
| Három tétel kamaraegyüttesre          | 1982  | Ensemble                               |
| Hommage a 60                          | 2007  | Kamarazene                             |
| Hommage a Baja                        | 2003  | Ensemble                               |
| Hódolat...                            | 1996  | Ensemble                               |
| Iris                                  | 1998  | Élő elektronikus zene                  |
| Ív                                    | 1999  | Elektroakusztikus zene                 |
| Kaleidoszkóp                          | 2007  | Kamarazene                             |
| Kapcsolódások                         | 2006  | Élő elektronikus zene                  |
| Káprázó kő                            | 1983  | Kamarazenekarra                        |
| Két kápolnavirág                      | 2006  | Kamarazene                             |
| Két latin himnuszrészlet              | 2007  | Szólóhang(ok)ra és szólóhangszer(ek)re |
| Kettősség                             | 2007  | Szólóhangszerre                        |
| Lied                                  | 1990  | Nőikarra                               |
| Lüktetések                            | 2001  | Kamarazene                             |
| Luxatio                               | 1990  | Szólóhangszerre                        |
| Marionettjáték                        | 2008  | Élő elektronikus zene                  |
| Még címet sem tudott adni             | 1977  | Szólóhangszerre                        |
| Melodia e passacaglia                 | 1992  | Kamarazene                             |
| Messa Semplice                        | 2001  | Vegyeskarra                            |
| Miniatűrök                            | 1996  | Ensemble                               |
| Minikoncert                           | 2008  | Ensemble                               |
| Modellek                              | 1992  | Élő elektronikus zene                  |
| Mozaik                                | 1986  | Kamarazene                             |
| Musica a quattro                      | 2009  | Kamarazene                             |
| Musica Agile                          | 1982  | Kamarazene                             |
| No.2                                  | 1999  | Elektroakusztikus zene                 |
| Nocturne                              | 2006  | Elektroakusztikus zene                 |
| Őszi dalok                            | 1982  | Szólóhang(ok)ra és kamarazenekarra     |
| Pages dessinées                       | 1991  | Élő elektronikus zene                  |
| Pas de trois / Hármasverseny          | 2000  | Concerto                               |
| Pater noster                          | 1995  | Élő elektronikus zene                  |
| Percornussion                         | 1980  | Kamarazene                             |
| Percupicsy                            | 1995  | Élő elektronikus zene                  |
| Puer natus                            | 2001  | Kórusmű a cappella                     |
| Reggeli etüd                          | 2008  | Elektroakusztikus zene                 |
| Réminiscences                         | 1984  | Kamarazene                             |
| Rézkarakterek                         | 2009  | Kamarazene                             |
| Rondeau sur une impression éstompée   | 1977  | Szólóhangszerre                        |
| Rondo festivo                         | 2005  | Szólóhangszerre                        |
| Rövid történet                        | 1998  | Élő elektronikus zene                  |
| Salve Regina                          | 2001  | Gyermekkarra                           |
| Sinfonia                              | 1984  | Szimfonikus zenekarra                  |
| Sirató                                | 1980  | Kamarazene                             |
| Solo per trombone basso               | 1999  | Szólóhangszerre                        |
| Szerelem, szerelem                    | 1984  | Kamarazene                             |
| Szerelem-villanás                     | 1983  | Nőikarra                               |
| Szivárvány havasán                    | 1986  | Szimfonikus zenekarra                  |
| Találkozások                          | 1985  | Kamarazene                             |
| Tétel                                 | 1987  | Szólóhangszerre                        |
| The Tyger                             | 2005  | Elektroakusztikus zene                 |
| Tilinkó dal                           | 2009  | Élő elektronikus zene                  |
| Trio                                  | 1976  | Kamarazene                             |
| Trióminiatűrök                        | 1996  | Kamarazene                             |
| Üzenet                                | 1991  | Élő elektronikus zene                  |
| Vénusz                                | 1979  | Szimfonikus zenekarra                  |
| Vihar után                            | 2001  | Elektroakusztikus zene                 |
| Violomax                              | 2009  | Élő elektronikus zene                  |
| Viri Galilei                          | 2005  | Nőikarra                               |
| Vizek, völgyek, harangok              | 1996  | Élő elektronikus zene                  |
| Vonósszvit                            | 2006  | Vonószenekarra                         |
| Vonószene                             | 1998  | Kamarazenekarra                        |
| Zongoraetüdök                         | 2006  | Szólóhangszerre                        |